# Kostas Karyotakis
Kostas Karyotakis född 30 oktober 1896 i Tripoli, död 21 juli 1928 i Preveza (självmord), var en grekisk författare.
Karyotakis studerade juridik och arbetade därefter som tjänsteman. Han var inspirerad av de franska symbolisterna. Han debuterade 1919 med diktsamlingen O pónos tou anthrópou kai ton pramáton. Övriga diktsamlingar är Nepenthés, 1921 och Elegeia kai satires, 1927.